# 龍坑里
龍坑里為台灣苗栗縣後龍鎮轄下之一里，位於後龍鎮南部，北鄰後龍溪，西鄰龍津里。該里原稱十班坑，因傳說道卡斯族地方首領什班墓地位在此里故稱此名。里內有國定古蹟鄭崇和墓。

## 地標
- 鄭崇和墓
- 國道三號後龍交流道
- 臺灣水牛城
- 後壠底太龍宮[1]:199
- 十班坑母慈宮仙水廟（原名後龍仙女廟）[1]:196
- 竹仔坑江西正天府[1]:199
- 松仔腳善光寺[1]:80
- 無極聖宮
- 乾靈壇
- 萬善祠百姓公廟